# 坂本龍一
坂本龍一（日语：／ Sakamoto Ryūichi */?，1952年1月17日—2023年3月28日）是日本作曲家、鋼琴家、歌手、唱片製作人和演员，出生於東京都中野區，為前衛音樂樂隊黃色魔術交響樂團成員，他與樂隊成員細野晴臣、高橋幸宏對迷幻浩室和合成器運動有著開創式的世界影響，並以追求多元化的風格影響著電子音樂流派。
坂本在1970年代就學期間開始了他的職業生涯，當時他是一名現場音樂家、製作人和編曲。他的第一次重大成功是在1978年作為黃色魔術交響樂團的聯合創始人。並發行了實驗性電子融合專輯《Firecracker》。兩年後，他發行了專輯《B-2 Unit》 。其中包括曲目《Riot in Lagos》對電子和嘻哈音樂的發展具有重要意義。此後，他繼續製作更多的個人專輯，並與許多活躍於世界各地的國際藝術家合作，包括大衛·西爾維安、阿爾瓦·諾托、尤蘇·恩多爾和費尼茲等人。坂本曾為1992年夏季奧林匹克運動會開幕式創作音樂，他的作品《energy Flow》（1999）是日本公信榜歷史上第一首器樂單曲。
作為電影配樂作曲家，坂本曾獲得奧斯卡獎、英国电影学院奖、葛萊美獎和兩次金球獎的殊榮。並在1983年電影《俘虜》中作為演員首次出演，他最成功的電影作曲作品包括《俘虜》（1983）、《末代皇帝》（1987）、《遮蔽的天空》（1990）、《小活佛》（1993）和《復仇勇者》（2015）等，此外坂本也還擔任動畫和電子遊戲的作曲家和劇本作家。2009年，他因對音樂的貢獻被法國文化部授予藝術與文學勳章。近年，坂本後積極參與環保、憲法等和平活動
，亦發起森林再造保育計畫《More Tree》；2006年成立全新音樂品牌《commmons》，2009年2月於日本出版第一部口述自傳《音樂使人自由》。

## 概要
坂本龍一出生于東京都，自小就學習古典音樂，後進入東京藝術大學期間便以錄音室音樂家身分開始活動。1970年代後期，他與渡邊香津美一起結成了二人組「KYLYN」成員身分活躍，同時參加的音樂團體「YMO」在日本及海外獲得商業上的成功，因而成為人氣音樂家。
YMO時期，坂本以合成器流行或新浪潮音樂的領域活動而廣為人知，之後不僅在一個領域中活動，發表了運用現代音樂手法的作品、搭配搖滾和鐵克諾的混合音樂、世界音樂、編織非裔美國人音樂如嘻哈音樂和節奏藍調的流行音樂、編曲及製作歌劇、組成古典或巴薩諾瓦的樂團進行世界巡演，近年來更發表了環境音樂或Electronica的作品等，跳脫了流派，發表了多樣化的作品。
除了從事自己的音樂活動之外，他還作為製作人和編曲家活躍，在很多其他藝術家的作品中提供音樂。包括《俘虜》（1983年）和《末代皇帝》（1988年），其中在《俘虜》的配樂工作，使他成為第一位獲得英國電影學院獎最佳原創配樂獎的日本人。1987年，他在電影《末代皇帝》中成為首位獲得奧斯卡最佳原創配樂獎的日本人，同憑該片獲得了金球獎、1989年第31屆葛萊美獎最佳原創電影配樂專輯獎等國際音樂獎項。1990年，他擔任電影《遮蔽的天空》的配樂工作，並獲得了洛杉磯影評人協會獎的最佳原創配樂獎，以及1991年的金球獎最佳原創配樂獎。此後，他繼續創作日本及海外的電影配樂，確立自己作為電影音樂家的地位。也因此被稱作為「世界的坂本」、「教授」等暱稱。
除了作為音樂家的活動之外，坂本也有在電影和影像作品擔任演員的經歷。他也經常在電視廣告中出現，並有時參加笑聲節目和綜藝節目。
近年，他積極參與環境問題、日本憲法等各種問題的運動，曾在2000年代中期的PSE問題中作為中心人物進行反對運動。並經常提及關鍵詞「生態運動」和「樂活族」而推廣長壽飲食，儘管雖然長期吸煙，但透過針灸治療成功戒菸。曾經一度是素食主義者，但後來因為擔心會失去作為人的鬥爭本能而放棄。2008年9月在與作家村上龍的對談中，他對現代「擁有夢想是美好的，所以你也應該擁有夢想」的風氣提出了質疑。

## 生涯與事業

### 幼年
坂本於1952年出生於東京都中野區。他的父親是河出書房的編輯，負責野间宏、三島由紀夫、高橋和巳和中上健次等作家的編輯工作。他的母親是一位帽子設計師，在銀座的珠寶店工作。其外公下村彌一是一位實業家，曾擔任東京生命保険的董事會成員和日本佳速航空的主席。他母親的兄弟下村由一是一名歷史學家，千葉大學的名譽教授。
由於他就讀的幼稚園要求全體學生學習鋼琴，所以坂本從3歲開始學習鋼琴。他首次創作的作品是在世田谷幼兒生活團所創作的「兔子之歌」。在10歲時，開始拜師東京藝術大學教授松本民之助學習作曲。他開始學習作曲時，最先感興趣的作曲家是伊戈尔·斯特拉文斯基。那時他並不是特別喜歡鋼琴，甚至感到痛苦。然而在就學期間，坂本受到多位古典音樂家的影響，其中包括他形容為自己的「英雄」——克劳德·德彪西。他曾表示，由於德彪西受到亞洲音樂的深深影響，而自己也受到了德彪西的深刻影響。他因而認為音樂是一種環環相扣的藝術，在世界上不斷迴旋、綻放。
1960年代期間，坂本先後於世田谷區立祖師谷小學，世田谷區立千歲中學就讀，並在1970年畢業於東京都立新宿高等學校。

### 1970年代
1970年，坂本龍一進入東京藝術大學就讀，先後取得音樂創作學士學位和主修電子和民間音樂的文學碩士學位。他在大學期間主修民族音乐学，由於對各種世界音乐都感到興趣，尤其是日本音乐（特別是沖繩音樂）、印度音乐及非洲音乐，因而有意成為該領域的研究員。此外，他在此時期還接受了古典音樂的訓練，並開始嘗試使用東京藝術大學提供的電子音樂設備，包括Buchla、穆格音樂和ARP等合成器製作音樂。
1975年開始，坂本在新宿黃金街彈奏友部正人的《沒有人能畫出我的畫》一炮而紅。作為錄音室音樂家開始了他的職業生涯，隨後與敲擊樂手土取利行合作發行了音樂專輯《Disappointment-Hateruma》。隨後，他與細野晴臣和高橋幸宏一起擔任會議樂手。三人在1978年成立了國際知名的電子音樂樂團YMO。YMO以對電子音樂的開創性影響而聞名，並使用包括合成器、取样器、音序器、鼓機、電腦和數位音訊技術作為音樂製作，開創了多種電子音樂類型，包括合成器流行、日本流行音樂、電音放克和鐵克諾等。坂本與松武秀樹一起負責了YMO的錄音和樂曲創作，並且一手包辦YMO在演出時樂曲的編曲工作。包括《黃色魔術樂團(專輯)》（1978）、《科技城（專輯）》（1979）、《Nice Age》（1980）、《Ongaku》（1983）和《以心電信》（1983）等樂曲的製作。在其他歌曲中，他則擔任彈奏鍵盤樂器的角色，包括在熱門歌曲《Computer Game / Firecracker》（1978）和《Rydeen》（1979）。他也曾演唱過幾首歌曲，例如《因為你而心動》（1983）。其中，《科技城》被認為對鐵克諾的發展做出了貢獻，而國際上獲得成功的《面具背後》（1978）則是一首使用聲碼器合成器演唱的合成器流行歌曲，該歌曲後來被多位國際藝人翻唱，包括麥可·傑克森和埃里克·克莱普顿。
除了YMO的活動外，1978年中期，在松武秀樹的協助下，坂本推出了他的首張個人專輯《千刀（專輯）》。這張專輯的歌曲《千刀》和《アジアの終わり》融合了電子音樂和傳統日本音樂等音乐类型，而《草蜢》則是以簡約的鋼琴風格演奏。整張專輯於1978年4月至7月期間錄製，並使用了多種電子樂器，包括KORG PS-3100、奧伯海姆複音合成器、穆格合成器、Polymoog、Minimoog、Micromoog、Korg VC-10（聲碼器）、KORG SQ-10（類比合成器）、Syn-Drums（電子鼓組）以及基於微處理器的Roland MC-8 Microcomposer（音樂序列器）。序列器由松武編程，坂本則負責演奏。此外，《千刀》歌曲的版本也被收錄在YMO的1981年專輯《BGM》中，成為早期使用Roland TR-808鼓機的代表作之一，也是YMO在1980年現場演出《1000 Knives》以及在1981年發行《BGM》專輯的音樂作品之一。

### 1980年代
1980年，坂本發行了個人專輯《B-2 Unit》，被稱為他最具獨特性的專輯，其中的電子音樂作品《Riot in Lagos》也視為電子音樂（電子放克）的早期代表作之一，坂本在此曲中提前掌握了電子音樂的節奏和聲音。早期的電子和嘻哈音樂藝術家，如阿非利加·班巴塔和庫提斯·曼特羅尼克也曾表示受到這張專輯的強烈影響。
坂本在專輯所使用的「squishing bounce」音效和機械節拍在後來被融入了早期的電子和嘻哈音樂製作中，如梅勒·梅爾和杜克·布蒂的《Message II（Survival）》（1982），霍迪尼樂團和托馬斯·多爾比的《Magic's Wand》（1982），Twilight 22的《Electric Kingdom》（1983），以及庫提斯·曼特羅尼克的《Mantronix: The Album》（1985）。2011年，《The Guardian》將1980年發行的《Riot in Lagos》列為舞曲歷史上50個關鍵事件之一。
《B-2 Unit》中的其他歌曲，如《Differencia》則被評為：「毫不妥協的滾動節拍和刺耳的低音合成器，預示了將近十年的早期叢林舞曲」。專輯中的一些歌曲也預示了IDM、破碎節拍和工業鐵克諾等音樂流派的發展，在專輯中的一些歌曲中，坂本與英國雷鬼製作人丹尼斯·博弗爾合作，融入了非洲節奏和混搭音樂元素。同年，坂本發行了單曲《War Head / Lexington Queen》，這是一張實驗性的合成器流行唱片，並開始與大衛·西爾維安長期合作，合寫並演唱了日本合唱團的歌曲《Taking Islands In Africa》的製作。在接下來的一年中，坂本與Talking Heads和King Crimson的吉他手艾德靈·比勞和羅賓·斯科特合作製作專輯《Left-Handed Dream》。當日本合唱團解體後，坂本與西爾維安再次進行另一次合作單曲《Bamboo Houses/Bamboo Music》的創作。此外，坂本在同年與日本搖滾歌手忌野清志郎合作的《Ikenai Rouge Magic》登頂了Oricon公信榜。
1983年，應導演大島渚的要求，坂本與大衛·鮑伊、北野武一同出演電影《俘虜》，飾演一位南洋戰俘營的跋扈日軍長官余井大尉，同時也擔任該電影的作曲。此外，他與西爾維安共同創作電影的主題曲《禁色》。本片獲第36屆坎城影展金棕櫚獎提名，坂本的音樂也得到極高的評價 ，在2016年的一次採訪中，坂本回憶起自己在電影中的演出時光，表示他在拍攝期間每天晚上都與鮑伊一起消磨時間，他記得鮑伊是一個「坦率」和「友好」的人，同時也對自己沒有勇氣在為電影配樂時，向鮑伊尋求幫助感到遺憾，因為他相信鮑伊太「專注於演戲」了。同年，YMO宣告「散開」。
1980年代後期，隨著其個人事業開始擴展到日本以外，坂本在音樂的探索、影響和合作者也得到進一步的發展，除了發行了多張以主要以鋼琴和合成器為主的個人專輯外，同時也多次與西蒙、大衛·伯恩、托馬斯·多比、白南淳和伊基·波普等音樂家進行合作。坂本在其中嘗試於不同的音樂風格進行探索，同時也會專注於某個特定的主題或主題。
1987年，他為柏納多·貝托魯奇的電影《末代皇帝》所作的音樂獲得了奧斯卡獎，並在片中飾演監控溥儀的日本軍官甘粕正彥。他還為佩德羅·阿爾莫多瓦爾的《高跟鞋》以及奧利佛·史東的《野棕櫚》作曲。1989年，坂本獲東京市民文化榮譽獎。轉入维珍唱片進行海外戰略，但未取得銷售成功。後來，隨著百代唱片收購維珍唱片，維珍唱片美國公司總裁辭職，坂本的合同被取消 。

### 1990年代
1991年的專輯《Heartbeat》和1994年的《Sweet Revenge》中，均收錄了坂本和許多全球藝術家的合作作品，包括羅迪·弗萊梅、迪伊·迪伊·布雷夫、馬爾科·普林斯、阿爾托·林賽、尤蘇·恩多爾、西爾維安和英格麗·查維斯等人。1992年，坂本與保羅·米勒為1992年夏季奧林匹克運動會开幕仪式谱曲。
1995年，坂本發行了專輯《Smoochy》，被Sound On Soun描述為坂本的「輕鬆聆聽和拉丁音樂之旅」，隨後在1996年，坂本發行了《1996》，其中包含了多首先前發行的曲目，編排成為鋼琴、小提琴和大提琴的獨奏版本。1996年12月，坂本創作了長達一小時的管弦樂作品《Untitled 01》，並在1998年發行了專輯《Discord》。
《Discord》的索尼古典唱片版本被收錄在一個由藍色箔製成的外套內，CD還包含了一段數據影像軌。同年，Ninja Tune唱片公司發行了《Prayer/Salvation Remixes》專輯，其中包括阿什利·貝德爾和安德里亞·帕克等知名電子音樂藝術家的混音版本，他們將《Discord》所收錄的《祈禱》和《救贖》進行了重新製作。
在製作《Discord》期間，坂本主要與吉他手大衛·托和保羅·米勒合作，藝術家勞里·安德森在作品中提供了口述詞。《Discord》被分為四個部分：《悲傷》、《憤怒》、《祈禱》和《救贖》；坂本在1998年解釋說：

《祈禱》和《救贖》這兩首曲子的主題，源於我在前兩個樂章中表達的悲傷和沮喪，那是因為全世界有人在挨餓，我們卻無法幫助他們。人們正在死去，但政治、經濟和歷史的情況過於複雜和惰性，我們無法做太多事情。所以我對自己感到非常生氣。我問自己我能做些什麼，既然在實際層面上我能做的不多，那麼對我來說只剩下祈禱了。但僅僅祈禱是不夠的，我也必須思考如何真正拯救這些人，所以最後一個樂章叫做《救贖》。這就是這首曲子的旅程。

1998年，義大利民族音樂學家馬西莫·米蘭諾通過Padova, Arcana出版社出版了《坂本龍一. Conversazioni》一書。這本書的三個版本都是用義大利語出版的。 坂本的下一張專輯《BTTB》（1998年）是對前一年《Discord》多層次、華麗管弦樂風格的相對沉悶的回應。該專輯包括一系列獨奏鋼琴原創作品，其中包括為第一三共EB錠所製作的廣告配樂《Energy flow（能量流）》和《東風》的瘋狂四手改編版本，其中《Energy flow》於日本銷售達百萬張，坂本曾對該曲目表示：「這首曲子獻給承受社會壓力的人。」
在BTTB的美國巡演中，坂本以「DJ Lovegroove」的舞台名字開場表演一個簡短的前衛DJ音樂。 坂本期待已久的「歌劇」作品《LIFE》於1999年發行，視覺指導則由蠢蛋一族藝術總監高谷史郎擔任。並在東京和大阪舉行了七場售罄演出的首映。這個宏大的多類型、多媒體項目有100多位表演者的貢獻，包括碧娜·鮑許、柏納多·貝托魯奇、何塞·卡雷拉斯、第十四世达赖喇嘛和薩爾曼·魯西迪等人。

### 2000年代

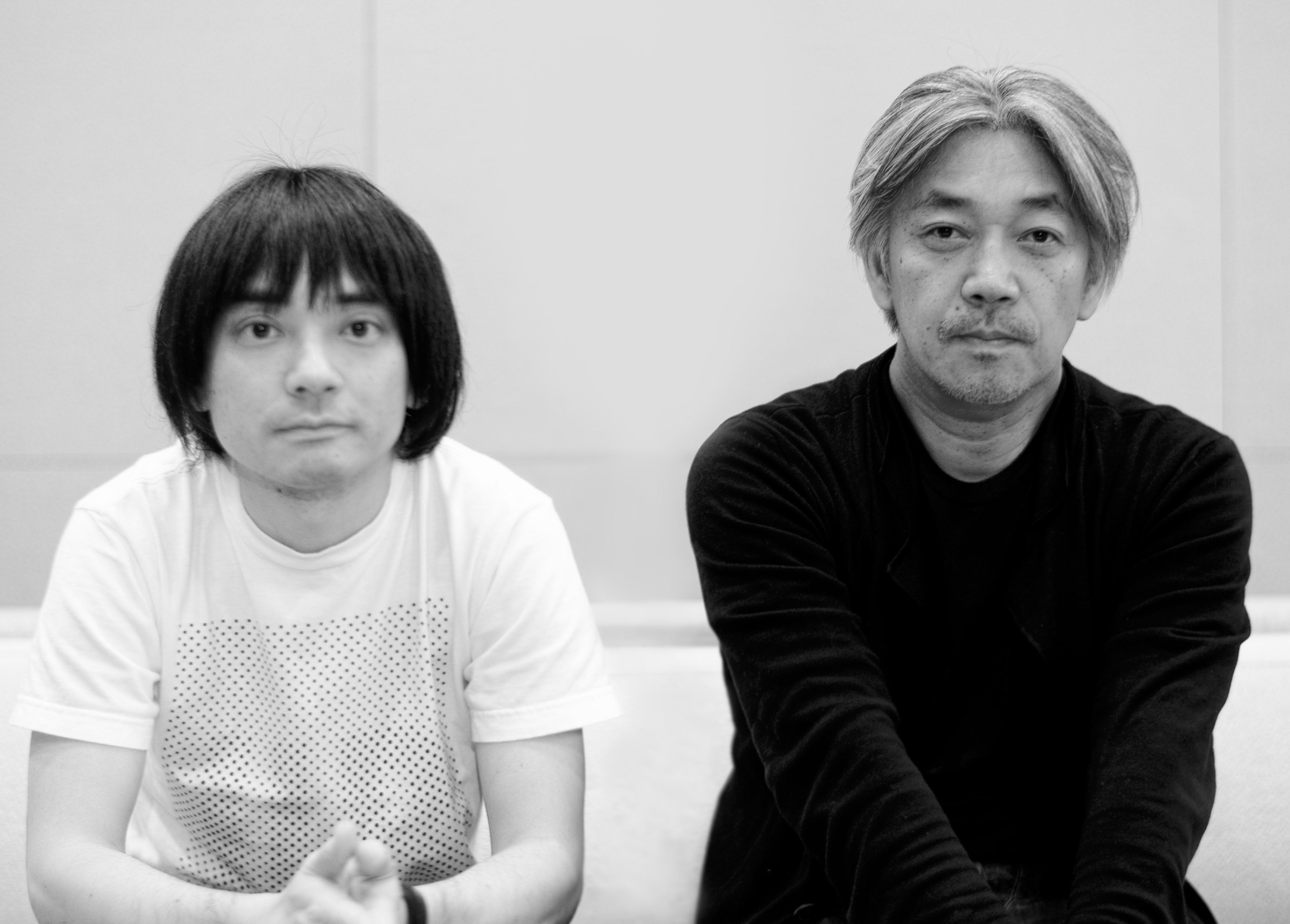
坂本與小山田圭吾的合影，2007年7月。

2001年，坂本與大提琴家莫倫蘭·鮑姆及其妻子寶拉·鮑姆合作，推出了一系列紀念巴薩諾瓦先驅安東尼奧·卡洛斯·裘賓作品的專輯。他們的第一張專輯《Casa》 (2001) 大部分是在裘賓位於里約熱內盧的家庭錄音室中錄製，坂本使用了在裘賓的大鋼琴進行演奏。該專輯隨後獲得好評，被《紐約時報》評選為2002年最佳專輯之一。隨後，他們推出了現場專輯《Live in Tokyo》和第二張專輯《A Day in New York》。 坂本和鮑姆也合作參與了《N.M.L. No More Landmine》計畫，以提高人們對清除地雷的認識。三人合作發行了單曲《Zero Landmine》，其中也包括細野、高橋、西爾維安、布萊恩·伊諾、電力站樂團、辛蒂·羅波等近百名音樂人參與其中。
2004年，坂本龍一和卡斯滕·尼古拉合作發行了專輯《Vrioon》。該專輯是由尼古拉通過創造微型循環和極簡打擊處理坂本的鋼琴聚簇，展現出獨特的數位操縱風格。兩人通過反覆傳送音樂素材，直到對作品感到滿意為止。這張首張專輯由德國唱片公司Raster-Noton發行，被英國雜誌The Wire評為2004年電子音樂類的年度專輯。他們隨後發行了《Insen》（2005年）——雖然該專輯的製作方式類似於《Vrioon》，但該專輯更加克制和極簡主義。在進一步的合作後，他們後於2008年至2011年先後發行了兩張專輯：《utp_》和《Summvs》。
2005年，芬蘭手機製造商諾基亞聘請坂本為他們的高端手機Nokia 8800創作鈴聲和提醒音。2006年，諾基亞在其網站上免費提供這些鈴聲。此時期，坂本和YMO的共同創始人細野和高橋的重聚在日本引起了轟動。他們於2007年再次合作發行了單曲《Rescue》，2008年發行了DVD《HAS/YMO》。2009年7月，坂本在法国驻日本大使馆被法國文化部授予藝術與文學騎士勳章。

### 2010年代

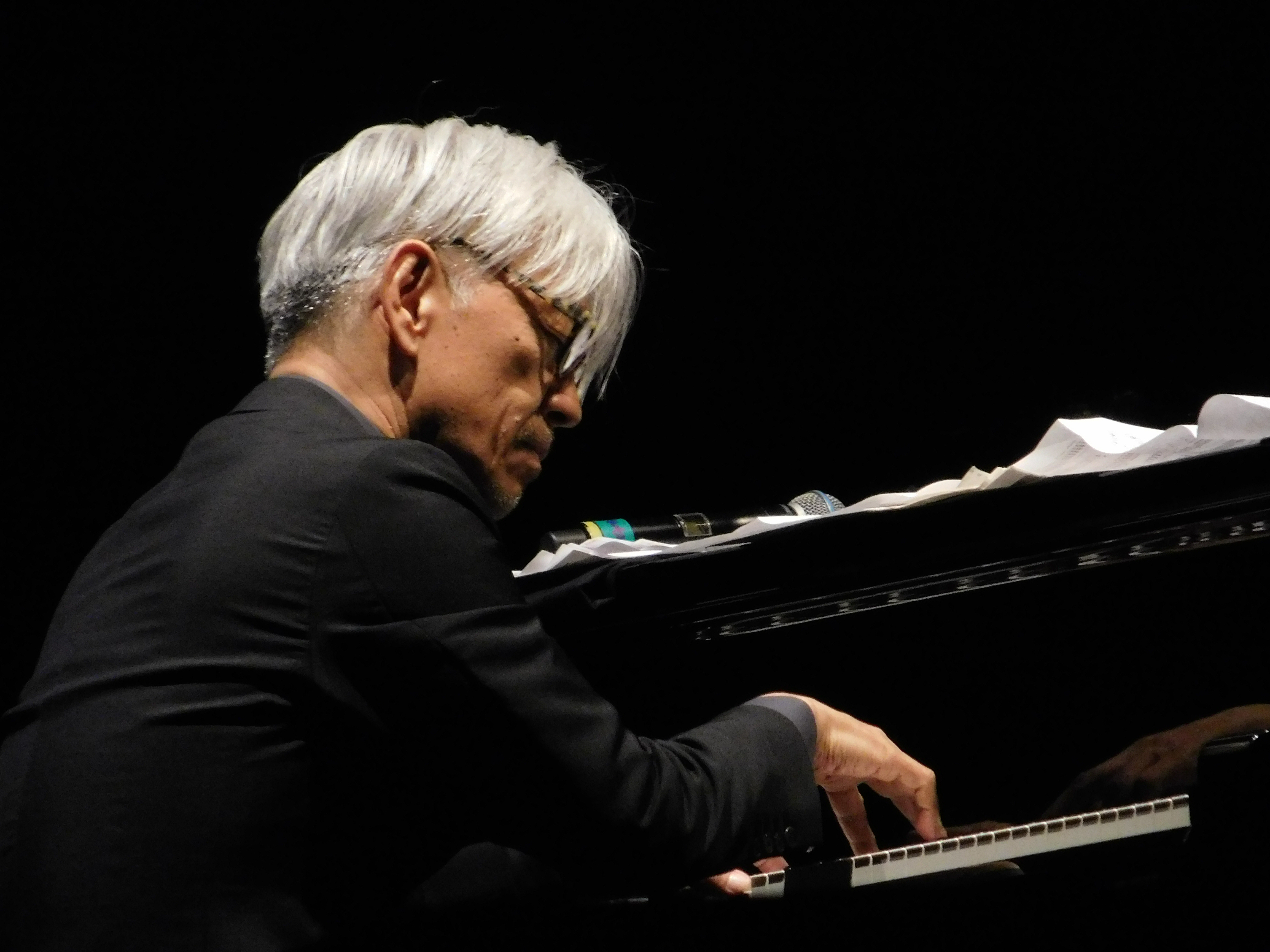
坂本於2017年在聖保羅表演。

2000年代後期，坂本龍一與視覺藝術家暨劇場導演高谷史郎合作了多個項目，包括由山口藝術及媒體中心（YCAM）委託的裝置作品《LIFE - fluid, invisible, inaudible...》（2007-2013年）及2012和2013年在東京都現代美術館展出的作品《collapsed and silence spins》，並藉由上述作品參與2013年的沙迦雙年展、2013年的LIFE-WELL、2014年柏悅酒店20周年活動，以及為能樂/狂言演員野村萬齋和高谷共同演出的LIFE-WELL，以及高谷的ST/LL的音樂作品提供了配樂。
2013年，坂本擔任了第70屆威尼斯國際電影節的評審委員。評審團共觀看了20部電影，並由導演柏納多·貝托魯奇擔任該電影節的主席。同年創立東北青年交響樂團（Tohoku Youth Orchestra），並以集結岩手縣、宮城縣、福島縣三處於東日本大震災受災最嚴重的三個受災縣市的青年組團，每年走訪各地巡演，並擔任該交響樂團的代表兼總監。
2014年，坂本成為了札幌國際藝術節2014（SIAF2014）的首位客座藝術總監。7月10日，坂本發表聲明，表示他在同年6月底被診斷出患有咽喉癌。他宣布暫停工作，進行治療和康復流程。 2015年8月3日，坂本龍一在他的網站上發布聲明表示他的身體狀態良好，正在考慮回歸工作，並宣布將為山田洋次的《若與母親同住》進行配樂製作。同年，坂本還為亞歷杭德羅·岡薩雷斯·伊納里圖的電影《神鬼獵人》創作配樂，並因此獲得金球獎提名。
2017年1月，坂本宣布將於4月透過米蘭唱片發行一張個人專輯。這張名為《async》的新專輯於2017年3月29日發行，受到了好評。2018年2月，他被選為第68屆柏林國際電影節主競賽單元的評審之一。
2018年6月14日，由史蒂芬·野村·席博執導的紀錄片《坂本龍一：CODA》正式上映，紀錄了坂本的生活和工作。這部電影以其在1983年發行的專輯《Coda》為名，紀錄了坂本於2012年到2016年期間作曲和為電影配樂的日常生活，以及關切東日本大地震及福島第一核電站事故等社會議題，及在各種地方創作現場錄音的紀錄。《CODA》在上映後隨後獲得了評論家的好評。

### 2020年代
2020年12月12日，坂本舉行當年最後一場鋼琴演奏直播「Ryuichi Sakamoto: Playing the Piano 12122020」，並推出『Ryuichi Sakamoto | Art Box Project 2020』計畫，發行藝術禮盒《2020S》。
2021年1月21日，坂本龍一在其官方網站表示自己罹患直腸癌，已完成手術，持續治療中。
2021年，坂本與高谷合作的《 設置音樂2-IS YOUR TIME 》移展至台灣，這也是臺北流行音樂中心「文化館」首檔特展。
2022年，隨著體力大幅下降，坂本於同年9月中旬展開線上演奏會的錄製工作，選定於NHK广播电视中心的「509錄音室」進行錄製作業的地點，因應體力因素，他將曲目分成多天錄製，再剪接成一場演出。演奏會的攝影由來自紐約的電影製作團隊領軍，並採全黑白影像呈現。「Ryuichi Sakamoto：Playing the Piano 2022」於10月初宣布，並在隨後於12月11日於世界各地共30個地區進行轉播。
2023年1月17日，坂本在71歲生日時正式發佈個人最新專輯《12》，同年3月28日，坂本於東京都的一間醫院逝世，享壽71歲，其訃告於4月2日向外界公佈。
2023年8月，坂本龍一被美國知名《新聞週刊（Newsweek）》日本版雜誌選為世界尊敬的百大日本人之一。

## 专辑
關於坂本龍一提供製作的歌曲，請參見坂本龍一提供樂曲列表

### 录音室专辑
- Thousand Knives（1978年）
- B-2 Unit（1980年）
- Left-Handed Dream（1981年）
- Coda（1983年）
- Illustrated Musical Encyclopedia（1984年）
- Esperanto（1985年）
- Neo Geo（1987年）
- Beauty（1989年）
- Heartbeat（1991年）
- Sweet Revenge（1994年）
- Smoochy（1995年）
- Discord（1997年）
- BTTB（1998年）
- Comica（2002年）
- Elephantism（2002年）
- CM/TV（2002年，世嘉在1998年發售的家用遊戲機Dreamcast的開機音樂均收錄於此）
- CHASM（2005年）
- out of noise（2009年）
- async（2017年）
- 12（2023）

### 电影、动畫等作品配乐
- 《俘虜》 - 1983年
- 《子猫物语》 - 1986年
- 《王立宇宙軍》 - 1987年
- 《末代皇帝》 - 1988年
- 《黑雨》- 1989年※ 1曲使用
- 《侍女的故事》- 1990年
- 《遮蔽的天空（英语：The_Sheltering_Sky_(film)）》- 1991年
- 《高跟鞋（電影）（英语：High Heels (1991 film)）》- 1991年
- 《新咆哮山莊（英语：Emily Brontë's Wuthering Heights）》- 1992年
- 《小活佛》- 1993年
- 《騷的過火（英语：Wild Side (1995 film)）》- 1995年
- 《蛇眼（英语：Snake_Eyes_(1998_film)）》- 1998年
- 《情迷畫（英语：Love is the Devil - Study for a portrait of Francis Bacon）》- 1999年
- 《御法度》- 1999年
- 《阿列克謝和噴泉（日语：アレクセイと泉）》- 2002年
- 《雙面驚悚（英语：Femme_Fatale_(2002_film)）》- 2002年
- 《德里達》- 2002年
- 《Life is Journey》- 2003年
- 《Rubios,Los》- 2003年
- 《蘋果核戰》- 2004年
- 《東尼瀧谷》- 2004年
- 《原始兒童炸彈（英语：Original Child Bomb）》- 2004年
- 《Peach One Day》- 2004年
- 《Zarin》- 2005年
- 《星星少年（日语：星になった少年）》- 2005年
- 《火線交錯》- 2006年
- 《異旅情絲（日语：Silk_(2007_film)）》- 2007年
- 《沒有男人的女人（英语：Women Without Men）》- 2008年
- 《一命》- 2011年
- 《巴黎戀愛寫真（日语：新しい靴を買わなくちゃ）》 - 2012年
- 《若與母親同住》 - 2015年
- 《神鬼獵人》 - 2016年
- 《怒》（2016年）
- 《日本再生：光和風千兆瓦運行作戰（日语：日本と再生 光と風のギガワット作戦）》 - 2017年
- 《美軍最忌憚的男人，他的名字叫龜次郎（日语：米軍が最も恐れた男 その名は、カメジロー）》 - 2017年
- 《STAR SAND-星砂物語-（日语：STAR SAND-星砂物語-）》 - 2018年
- 《南漢山城》- 2017年
- 《我的朋友霸王龍（日语：さよなら、ティラノ）》- 2018年
- 《你的臉》 - 2018年
- 《亡命之途》 - 2019年
- 《星星知我心（英语：Proxima_(film)）》 - 2019年
- 《美軍最忌憚的人，龜次郎的不屈一生》 - 2019年
- 《第一炉香》 - 2020年
- 《惡水真相》 - 2020年
- 《厄運假期》 - 2021年
- 《人造眷戀》 - 2021年
- 《怪物》 - 2023年
- 《風林火山》（香港電影）- 2025年

### 現場专辑
- Three（2013年）

## 個人生活
坂本為左撇子，血型為B型，他在私下是一位非常喜愛貓的人。這是因為他從出生時起到15歲時曾和一隻貓一起生活，如同像兄弟一樣相處，這對他產生了影響。
在年輕時，他對於自己的外表毫不在意。甚至他的音樂朋友看到他在專輯《千のナイフ》的封面照片其邋遢的形象時感到震驚不已，後來在高橋幸宏的指導下，他開始注重自己的穿著打扮，逐漸擁有了時尚感。此外，他也喜愛手塚治虫的漫畫，特別是喜愛作品《火之鳥》和《佛陀》。他經常表示手塚漫畫中的女性和動物角色均以平滑的曲線所描繪，因而感受到屬於音樂「美」的氛圍。此外，坂本還擔任手塚留美子製作的CD「手塚治虫 愛聽的音樂」的製作工作，該CD內容收錄著手塚在漫畫創作期間聆聽的音樂，並且還負責手塚製作公司的動畫《再見暴龍王》的音樂。
儘管坂本的鋼琴演奏技巧很高，但在YMO時期，當松武秀樹在MC-8音樂編輯器中打入「BEHIND THE MASK」的自動演奏時，他卻無法跟上節奏，並表示「跟不上了」，並在手彈「Sequential Circuits Prophet-5」中演奏相同的短語。這個故事是因為電腦演奏速度超越了人類手指的性能而發生的。
坂本共經歷了三次婚姻，第一段婚姻發生在1972年（大學三年級），兩年後以離婚告終，坂本在這段關係中生下長女。1982年，他與日本钢琴家兼歌手矢野顯子結婚，兩人曾共同合作製作专辑，並生下次女，即創作歌手坂本美雨。兩人於1992年分居，最终於2006年8月正式離婚。自1990年左右以來，他一直與他的伴侣兼經理人空里香同居，並與她生下了兩個孩子，包括空音央。
中谷美紀為其合作對象，兩人於1997年以「Miki Nakatani with Ryuichi Sakamoto」為名義合作，發表單曲《砂之果實》。

### 綽號
坂本普遍被暱稱為「教授」，該綽號則是由高橋幸宏命名。據高橋在電視節目中所體及，當他和坂本初次見面時，聽到坂本是東京藝術大學的研究生時感到驚訝，然後問他是否會成為大學教授，這似乎是稱號誕生的契機（也有說法是因為坂本在主持演唱會時說話有點含糊，顯得很像藝術大學學生的風格）。
在Aspect出版社發行的《Yellow Magic Orchestra》一書中曾寫道高橋得知坂本是研究生後便將他命名為「教授」，因為他是「教授（Professor）」。當《New Music Magazine》採訪剛成立的YMO時，「教授」這個稱號已經被使用了（該雜誌1978年10月號）。
在被稱為「教授」之前，由於當時坂本的形象很像棒球漫畫《阿部さん》的主角景浦安武，因此被稱為「阿部」。從2014年開始，坂本在母校東京藝術大學擔任客座教授。

### 健康
從2014年6月開始，坂本在被診斷出患有口咽癌後休息了一年。2015年，說：「現在我很好。我感覺好多了。我感覺內心充滿活力，但你永遠不知道接下来会怎么样。癌症可能會在三年、五年，甚至十年後復發。此外，輻射会让人的免疫系統非常低下，這意味著我很容易患上我體內的另一種癌症。」
2021年1月21日，坂本在官網發出正式聲明，表示自己繼2014年罹患咽喉癌後，近日再度確診罹患直腸癌，提到儘管心情沉重，但在醫療人員的照顧下已經完成手術，且正接受治療當中。
2022年6月，他透露自己患有第4期癌症，並在去年10月及12月分別接受切除肺部癌細胞手術，目前病況穩定。

### 社會活動
坂本從學生時代起即積極投入社會運動，大學時代曾在武滿徹的表演現場發放反武滿徹的小冊子，後來與武滿徹深談之後卻成為忘年之交，並於武滿徹過世後，於BTTB中以一曲Opus紀念他。他也因他对版权法的批评而出名，他认为在資訊化时代中，版权法已是非常落伍。
2001年因受到蘇格蘭人Chris Moon所演出的紀錄影片「I Shouldn't Be Alive」啟發，而發起反地雷的音樂計劃-zero landmine，並集結了為數眾多的世界音樂人共譜反地雷大作。2006年2月，因反對日本政府通過的《家電用品安全法》（PSE法），自發性的募集7萬多名的反對法案簽名聯署；並於其個人部落格內，反對東通核電廠的建制。
坂本還投身反核、反戰、環保等社會運動。

## 逝世
2023年3月28日，坂本於東京都的一間醫院逝世，享壽71歲。讣告于同年4月2日公布。据他的经纪公司称，“尽管他正在接受癌症治疗，但在他身体状况良好的日子里，他会在自己的家庭工作室继续他的创作活动，与音乐共度时光，直到生命的最后一刻”，并以坂本最喜欢的一句话作为公告结尾，“Ars longa, vita brevis, art is long, life is short.（艺术千秋，人生朝露）”。
临终前1到2天，坂本对他的家人和医生说：「好痛苦，让我走吧」，一位身边人士说：「没想到他会说出这样的话。一定很痛苦」。於此同时，在同年3月29日发布的对共同社的书面采访中，他反对重建明治神宮外苑并致函东京都知事小池百合子，并提到：「我的精力和体力都已下降到如此程度，甚至难以制作音乐。不幸的是，除了发函之外，我很难发出訊息或采取任何行动。」但在这篇文章发布时，他已经去世。坂本的葬禮僅邀請家人參加，而根據他本人的遺志，未來也將不會舉辦追思會。
坂本的訃告隨後在世界各地進行報導，包括BBC、CNN、法新社、韩联社等網絡媒體均有專題報導，包括細野晴臣、小室哲哉、加藤登紀子、武部聡志、野村萬齋、野田洋次郎、岩井俊二、中谷美紀、邓肯·琼斯等人也於自己的社群帳號發表悼念坂本的文章。

## 媒體演出

### 電影
- 《俘虜》 飾 世野井 上尉 - 1983年
- 《末代皇帝》 飾 甘粕正彥 - 1987年
- 《新玫瑰旅館（英语：New_Rose_Hotel_(film)）》 - 1998年

### 廣告
- 新潮社「新潮文庫」（1981年）
- 日本生命保險「新・青春の保険『YOU』」(1983年-1984年)
- 味之素綜合食品（日语：味の素AGF）「AGFグランデージ」（1984年）
- 精工「ALBA」（1984年）
- 大榮「ダイエーのお正月・新春福々市」「龍一のバレンタイン」（1984年）
- 富士電視台「秋のフジテレビ しなやか思想」（1985年、與小貓俱樂部共演）
- 京瓷「サムライ」（1987年）
- 協和醱酵麒麟（日语：協和発酵キリン）「サントネージュワイン」
- 日產汽車「セドリック」（Y31前期型）(1987年6月-1989年6月)
- 札幌啤酒
  - 「サッポロドラフト」（1989年）
  - 「大人エレベーター」（2018年）
- NEC「C-LIFEフェア」（1990年）
- 東芝「BSアリーナ」（1992年）
- MICAL（日语：マイカル）「ビブレ」（1992年）
- 可爾必思「ゆうゆう茶」（1995年）
- 合利他命製藥（日语：アリナミン製薬）「アリナミンA錠」（1990年）
- 奧迪「A6」（1995年）
- 三菱電機「携帯電話・ディーガ」「アプリコット」（1996年）
- NTT集團（日语：NTT）「NTT電話機・ハウディ」
- 「百威」（1998年）
- 第一三共「リゲインEB錠」（1999年）
- 豐田汽車「プリウス」
- 「New Balance」（2004年）
- 三得利「山崎」（2002年）、「ウイスキー統合」（2010年）
- 麒麟啤酒「ラガービール」（2007年）※ YMO全員出演
- 日本郵政「年賀キャンペーン」（2008年）
- 三星電子
  - 「SoftBank 930SC」（2008年）
  - 「SoftBank 931SC」（2009年）
  - 「docomo PRO series SC-01B」（2010年）
- 江崎格力高 「ポッキー」（2010年）※ YMOとして出演
- XSOL（日语：エクソル）
  - 「ストロングメッセージ篇」（2012年）
  - 「パワー・イノベーション篇」（2013年）
  - 「ソーラーコンサート篇」（2014-2015年）
- 日產汽車「リーフ」(2012年2月-)
- KIRIN「ファイア ブラック」（2016年）

### 音樂影片
- 麥當娜《Rain》（1993年）

### 綜藝節目
- 《我們有趣的部落（日语：オレたちひょうきん族）》（1983年、富士電視台）
- 《市中心的搞笑之王（日语：ダウンタウンのごっつええ感じ）》（富士電視台） - 飾 傻瓜人（アホアホブラザー ）
- 平成教育委員會（富士電視台）
  - 《Ryu's Bar的酒吧21（日语：Ryu's Barスペシャル21）》（毎日放送） - 客人
  - 《笑い飯の臭い飯〜ザ・監獄漫才〜》（2005年6月、日本電視台）
  - 《Neo Office 2007年特輯篇（日语：サラリーマンNEO 2007年・年の瀬スペシャル）》（2007年12月30日、NHK） - 在小说《Me and NEO》中饰演自己
- 《爆笑問題的日本文化教養》（2009年9月1日、NHK）
- 《坂本龍一的音樂學校》（NHK教育頻道） - 常規出演
  - 第一季（2010年4月3日 - 6月19日）
  - 白熱教室JAPAN（2010年10月24日 - 11月14日
  - 第二季（2011年10月1日 - 12月17日）
  - 第三季（2013年1月11日 - 3月15日）
  - 第四季（2014年1月9日 - 3月27日）
- 《開局10周年記念番組 美しい地球の讃歌》（2010年5月22日、BS东视）
- 《細野晴臣イエローマジックショー2》（2019年1月1日、NHK BS4K／1月2日、NHK BS Premium）
- 《坂本龍一 Playing the Piano in NHK & Behind the Scenes》（2023年1月5日、NHK）[73]

### 廣播電台
- 《RADIO SAKAMOTO（日语：RADIO SAKAMOTO）》 - 奇數月第1星期日 24:00-26:00，J-WAVE

### 多媒體展覽
- 《Ryuichi Sakamoto: seeing sound, hearing time.》 - 2021年3月5日～2021年8月8日，M WOODS HUTONG

## 獎項和提名
作為電影作曲家，坂本龍一曾獲得了多項獎項，首先包括在《俘虜》的配樂成就獲得BAFTA最佳電影音樂獎。他最偉大的獎項是在《末代皇帝》的配樂，並因而獲得奥斯卡最佳原创音乐奖、金球奖最佳原创配乐奖和格萊美獎電影、電視最佳配樂專輯獎以及其他獎項。
1990年，坂本為《遮蔽的天空》製作的配樂為他贏得了第二個金球獎，他為《小佛陀》的配樂後再次獲得格萊美獎提名。1997年，他與岩崎敏夫合作的《Plays Images X Images Play Music》獲得了电子艺术大奖的大獎Golden Nica。他還為2006年的奧斯卡獲獎配樂《通天塔》貢獻幾首音樂，包括片尾主題曲《美貌の青空》。2009年，他被授予法國文化部頒發的藝術與文學勳章以表彰他的音樂貢獻。2015年，他為《神鬼獵人》配樂獲得了金球獎和英國電影學院獎提名，並獲得达拉斯—沃斯堡影评人协会頒發的最佳配樂獎。
2013年，在國際薩莫博爾電影音樂節上，他與克林·伊斯威特和杰拉德·弗里德一起獲得金松獎（終身成就）。

### 榮譽獎項
- 2009年 –法國文化部藝術與文學勳章
- 2013年 – 2013 國際薩莫博爾電影音樂節金松獎（終身成就）

### 配樂獎

#### 奧斯卡最佳原創配樂獎
- 1987年 –《末代皇帝》（獲獎）

#### 英國電影學院獎最佳電影音樂獎
- 1983年 –《俘虜》（獲獎）
- 1987年 –《末代皇帝》（提名）
- 2015年 –《荒野獵人》（提名）

#### 大鐘獎最佳音樂獎
- 2018年 –《南漢山城》（獲獎）

#### 金球獎最佳原創配樂
- 1987年 –《末代皇帝》（獲獎）
- 1990年 –《遮蔽的天空》（獲獎）
- 1993年 –《小佛陀》（提名）
- 2015年 –《荒野獵人》（提名）

#### 格萊美最佳視覺媒體配樂獎
- 1987年 –《末代皇帝》（獲獎）
- 1995年 –《小佛陀》（提名）
- 2015年 –《荒野獵人》（提名）

#### 金馬獎最佳原創電影音樂獎
- 2019年 –《你的臉》（提名）

#### 臺北電影獎最佳配樂獎
- 2019年 –《你的臉》（獲獎）

#### 香港電影金像獎最佳原創電影音樂獎
- 2022年 –《第一爐香》（獲獎）

#### 亞洲電影大獎最佳原創音樂獎
- 2012年 –《一命》（提名）
- 2017年 –《怒》（提名）

#### 其他獎項
- 1997年 – 电子艺术大奖：《Plays Images X Images Play Music》（Prix Ars Electronica大獎）
- MTV音樂錄影帶大獎：《Risky》音樂影像